# Gouvernement Dehaene II
Royaume de Belgique
Dehaene I Verhofstadt I
Le gouvernement Dehaene II est le gouvernement fédéral du royaume de Belgique entre le 23 juin 1995 et le 12 juillet 1999, durant la 49e législature de la Chambre des représentants.

## Historique du mandat
Dirigé par le Premier ministre chrétien-démocrate flamand Jean-Luc Dehaene, ce gouvernement fédéral est constitué et soutenu par une « coalition rouge romaine » entre le Parti populaire chrétien (CVP), le Parti socialiste francophone (PS), le Parti socialiste flamand (SP) et le Parti social-chrétien (PSC). Ensemble, ils disposent de 82 représentants sur 150, soit 54,7 % des sièges de la Chambre des représentants.
Il est formé à la suite des élections législatives fédérales du 21 mai 1995.
Il succède donc au gouvernement Dehaene I, constitué et soutenu par une coalition identique.
Au cours du scrutin, le CVP, le SP et le PSC confirment leur position au sein de la nouvelle Chambre, réduite de 72 sièges, alors que le PS enregistre un recul qui ne menace en rien sa place de premier parti francophone. Bien que l'alliance au pouvoir depuis septembre 1991 enregistre une légère diminution de son assise parlementaire, elle reste nettement majoritaire au sein de la chambre basse du Parlement fédéral.
Dès le 28 mai, le roi Albert II nomme Dehaene « formateur ». Bien qu'il ait initialement discuté aussi bien avec les socialistes que les libéraux, le chef de l'exécutif sortant a très rapidement privilégié la reconduction de la majorité sortante. Un accord de coalition est finalement signé entre le Parti populaire chrétien, les deux Parti socialiste et le Parti social-chrétien dès le 18 juin.
Jean-Luc Dehaene présente son équipe de 14 ministres et deux secrétaires d'État, la première formée sous l'empire de la Constitution révisée, cinq jours plus tard.
Son mandat est marqué par deux affaires retentissantes, qui forcent le Premier ministre à procéder chaque fois à un remaniement ministériel : l'évasion du tueur pédophile Marc Dutroux en avril 1998 et la crise de la dioxine en mai 1999. Ces graves dysfonctionnements conduisent à une perte de confiance envers les chrétiens-démocrates, qui conduisent les affaires du Royaume depuis 1958, et les socialistes, qui partagent avec eux le pouvoir depuis 1988.
Lors des élections législatives fédérales du 13 juin 1999, le CVP est devancé en Flandre par les Libéraux et démocrates flamands (VLD) tandis que le PS sauve sa position de premier parti francophone avec à peine 1 000 voix d'avance sur le Parti réformateur libéral (PRL).
Le président des VLD Guy Verhofstadt constitue alors la « coalition Arc-en-ciel », qui unit les libéraux, les socialistes et les écologistes, pour former son premier gouvernement fédéral. Pour la première fois depuis 1954, la famille chrétienne-démocrate belge se trouve contrainte de siéger dans l'opposition, tandis que les libéraux prennent la tête de l'exécutif pour la première fois depuis Paul-Émile Janson, en 1937.

## Composition

### Initiale (23 juin 1995)
| Poste                                                                  | Titulaire | Titulaire           | Parti |
| ---------------------------------------------------------------------- | --------- | ------------------- | ----- |
| Premier ministre                                                       |           | Jean-Luc Dehaene    | CVP   |
| Vice-Premier ministre Ministre de l'Économie et des Télécommunications |           | Elio Di Rupo        | PS    |
| Vice-Premier ministre Ministre de l'Intérieur                          |           | Johan Vande Lanotte | SP    |
| Vice-Premier ministre Ministre de la Défense                           |           | Melchior Wathelet   | PSC   |
| Vice-Premier ministre Ministre du Budget                               |           | Herman Van Rompuy   | CVP   |
| Ministre des Finances et du Commerce extérieur                         |           | Philippe Maystadt   | PSC   |
| Ministre de la Politique scientifique                                  |           | Yvan Ylieff         | PS    |
| Ministre des Affaires étrangères                                       |           | Erik Derycke        | SP    |
| Ministre du Travail et de l'Emploi                                     |           | Miet Smet           | CVP   |
| Ministre des Affaires sociales                                         |           | Magda De Galan      | PS    |
| Ministre des Transports                                                |           | Michel Daerden      | PS    |
| Ministre de la Fonction publique                                       |           | André Flahaut       | PS    |
| Ministre de la Justice                                                 |           | Stefaan De Clerck   | CVP   |
| Ministre de la Santé et des Pensions                                   |           | Marcel Colla        | SP    |
| Ministre de l'Agriculture et des PME                                   |           | Karel Pinxten       | CVP   |
| Secrétaire d'État à la Coopération pour le développement               |           | Réginald Moreels    | CVP   |
| Secrétaire d'État à la Sécurité et à l'Environnement                   |           | Jan Peeters         | SP    |

### Remaniement du3 septembre 1995
- Les nouveaux ministres sont indiqués en gras, ceux ayant changé d'attributions en italique.

| Poste                                                                  | Titulaire | Titulaire           | Parti |
| ---------------------------------------------------------------------- | --------- | ------------------- | ----- |
| Premier ministre                                                       |           | Jean-Luc Dehaene    | CVP   |
| Vice-Premier ministre Ministre de l'Économie et des Télécommunications |           | Elio Di Rupo        | PS    |
| Vice-Premier ministre Ministre de l'Intérieur                          |           | Johan Vande Lanotte | SP    |
| Vice-Premier ministre Ministre des Finances et du Commerce extérieur   |           | Philippe Maystadt   | PSC   |
| Vice-Premier ministre Ministre du Budget                               |           | Herman Van Rompuy   | CVP   |
| Ministre de la Défense                                                 |           | Jean-Pol Poncelet   | PSC   |
| Ministre de la Politique scientifique                                  |           | Yvan Ylieff         | PS    |
| Ministre des Affaires étrangères                                       |           | Erik Derycke        | SP    |
| Ministre du Travail et de l'Emploi                                     |           | Miet Smet           | CVP   |
| Ministre des Affaires sociales                                         |           | Magda De Galan      | PS    |
| Ministre des Transports                                                |           | Michel Daerden      | PS    |
| Ministre de la Fonction publique                                       |           | André Flahaut       | PS    |
| Ministre de la Justice                                                 |           | Stefaan De Clerck   | CVP   |
| Ministre de la Santé et des Pensions                                   |           | Marcel Colla        | SP    |
| Ministre de l'Agriculture et des PME                                   |           | Karel Pinxten       | CVP   |
| Secrétaire d'État à la Coopération pour le développement               |           | Réginald Moreels    | CVP   |
| Secrétaire d'État à la Sécurité et à l'Environnement                   |           | Jan Peeters         | SP    |

### Remaniement du24 avril 1998
- Les nouveaux ministres sont indiqués en gras, ceux ayant changé d'attributions en italique.

| Poste                                                                  | Titulaire | Titulaire         | Parti |
| ---------------------------------------------------------------------- | --------- | ----------------- | ----- |
| Premier ministre                                                       |           | Jean-Luc Dehaene  | CVP   |
| Vice-Premier ministre Ministre de l'Économie et des Télécommunications |           | Elio Di Rupo      | PS    |
| Vice-Premier ministre Ministre de l'Intérieur                          |           | Louis Tobback     | SP    |
| Vice-Premier ministre Ministre des Finances et du Commerce extérieur   |           | Philippe Maystadt | PSC   |
| Vice-Premier ministre Ministre du Budget                               |           | Herman Van Rompuy | CVP   |
| Ministre de la Défense                                                 |           | Jean-Pol Poncelet | PSC   |
| Ministre de la Politique scientifique                                  |           | Yvan Ylieff       | PS    |
| Ministre des Affaires étrangères                                       |           | Erik Derycke      | SP    |
| Ministre du Travail et de l'Emploi                                     |           | Miet Smet         | CVP   |
| Ministre des Affaires sociales                                         |           | Magda De Galan    | PS    |
| Ministre des Transports                                                |           | Michel Daerden    | PS    |
| Ministre de la Fonction publique                                       |           | André Flahaut     | PS    |
| Ministre de la Justice                                                 |           | Tony Van Parys    | CVP   |
| Ministre de la Santé et des Pensions                                   |           | Marcel Colla      | SP    |
| Ministre de l'Agriculture et des PME                                   |           | Karel Pinxten     | CVP   |
| Secrétaire d'État à la Coopération pour le développement               |           | Réginald Moreels  | CVP   |
| Secrétaire d'État à la Sécurité et à l'Environnement                   |           | Jan Peeters       | SP    |

### Remaniement du19 juin 1998
- Les nouveaux ministres sont indiqués en gras, ceux ayant changé d'attributions en italique.

| Poste                                                                                         | Titulaire | Titulaire                                               | Parti |
| --------------------------------------------------------------------------------------------- | --------- | ------------------------------------------------------- | ----- |
| Premier ministre                                                                              |           | Jean-Luc Dehaene                                        | CVP   |
| Vice-Premier ministre Ministre de l'Économie, des Télécommunications et du Commerce extérieur |           | Elio Di Rupo                                            | PS    |
| Vice-Premier ministre Ministre de l'Intérieur                                                 |           | Louis Tobback (jusqu'au 26/09/1998) Luc Van den Bossche | SP    |
| Vice-Premier ministre Ministre de la Défense et de l'Énergie                                  |           | Jean-Pol Poncelet                                       | PSC   |
| Vice-Premier ministre Ministre du Budget                                                      |           | Herman Van Rompuy                                       | CVP   |
| Ministre des Finances                                                                         |           | Jean-Jacques Viseur                                     | PSC   |
| Ministre de la Politique scientifique                                                         |           | Yvan Ylieff                                             | PS    |
| Ministre des Affaires étrangères                                                              |           | Erik Derycke                                            | SP    |
| Ministre du Travail et de l'Emploi                                                            |           | Miet Smet                                               | CVP   |
| Ministre des Affaires sociales                                                                |           | Magda De Galan                                          | PS    |
| Ministre des Transports                                                                       |           | Michel Daerden                                          | PS    |
| Ministre de la Fonction publique                                                              |           | André Flahaut                                           | PS    |
| Ministre de la Justice                                                                        |           | Tony Van Parys                                          | CVP   |
| Ministre de la Santé et des Pensions                                                          |           | Marcel Colla                                            | SP    |
| Ministre de l'Agriculture et des PME                                                          |           | Karel Pinxten                                           | CVP   |
| Secrétaire d'État à la Coopération pour le développement                                      |           | Réginald Moreels                                        | CVP   |
| Secrétaire d'État à la Sécurité et à l'Environnement                                          |           | Jan Peeters                                             | SP    |

### Remaniement du1erjuin 1999
- Les nouveaux ministres sont indiqués en gras, ceux ayant changé d'attributions en italique.

| Poste                                                                                         | Titulaire | Titulaire           | Parti |
| --------------------------------------------------------------------------------------------- | --------- | ------------------- | ----- |
| Premier ministre                                                                              |           | Jean-Luc Dehaene    | CVP   |
| Vice-Premier ministre Ministre de l'Économie, des Télécommunications et du Commerce extérieur |           | Elio Di Rupo        | PS    |
| Vice-Premier ministre Ministre de l'Intérieur et de la Santé                                  |           | Luc Van den Bossche | SP    |
| Vice-Premier ministre Ministre de la Défense et de l'Énergie                                  |           | Jean-Pol Poncelet   | PSC   |
| Vice-Premier ministre Ministre du Budget, de l'Agriculture et des PME                         |           | Herman Van Rompuy   | CVP   |
| Ministre des Finances                                                                         |           | Jean-Jacques Viseur | PSC   |
| Ministre de la Politique scientifique                                                         |           | Yvan Ylieff         | PS    |
| Ministre des Affaires étrangères                                                              |           | Erik Derycke        | SP    |
| Ministre du Travail et de l'Emploi                                                            |           | Miet Smet           | CVP   |
| Ministre des Affaires sociales                                                                |           | Magda De Galan      | PS    |
| Ministre des Transports                                                                       |           | Michel Daerden      | PS    |
| Ministre de la Fonction publique                                                              |           | André Flahaut       | PS    |
| Ministre de la Justice                                                                        |           | Tony Van Parys      | CVP   |
| Ministre de la Coopération pour le développement                                              |           | Réginald Moreels    | CVP   |
| Ministre des Pensions, de la Sécurité, de l'Intégration sociale et de l'Environnement         |           | Jan Peeters         | SP    |